# Enschede Airport Twente

i8
i11
i13
Enschede Airport Twente (ehemals Vliegbasis Twente, IATA-Code: ENS, ICAO-Code: EHTW) ist ein niederländischer Flughafen in der Nähe von Enschede, der dem zivilen Flugverkehr dient und auch als Militärstützpunkt fungierte. Der militärische Teil wurde am 7. Dezember 2007 geschlossen.

## Geschichte

### Militärische Nutzung
Am 29. August 1931 wurde der Flughafen offiziell eröffnet. Am 18. Juni 1932 besuchte ihn das Luftschiff „Graf Zeppelin“ und im gleichen Jahr eröffnete die KLM eine regelmäßige Flugverbindung nach Schiphol.
Während des Zweiten Weltkriegs war der Flugplatz von 1940 bis 1944 durch deutsches Militär besetzt.
Nach der Befreiung der Niederlande gegen Ende des Zweiten Weltkriegs waren Geschwader der Royal Air Force auf Airfield B.106, so der alliierte Codename Twentes, stationiert. Bei Kriegsende waren hier die beiden Mosquito-Staffeln der 148. Wing stationiert, die hier bis August 1945 lagen.

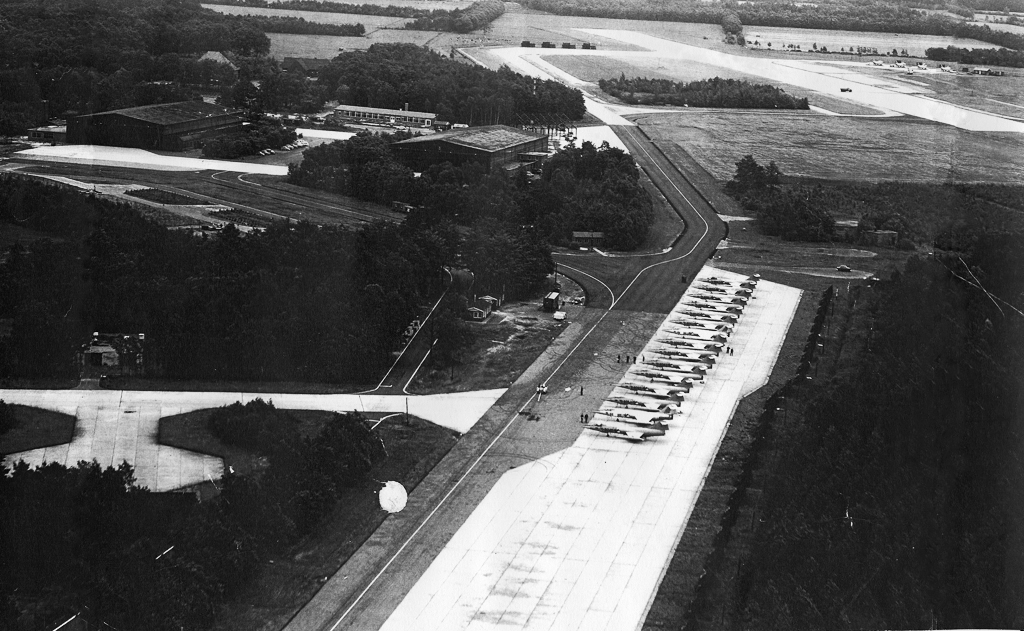
Twenthe-Nord Anfang der 60er Jahre mit Starfightern

Nach Abzug der Alliierten wurde der Flugplatz von der Koninklijke Luchtmacht übernommen. Die Vliegbasis Twente wurde Heimat von Jagdflugzeugen, mit denen teils Einsatz- und teils Schulstaffeln ausgerüstet waren. Zunächst lagen hier Supermarine Spitfires, und später Düsenjäger der Typen Gloster Meteor, Hawker Hunter, Lockheed T-33, F-86K (1956 bis 1964), F-104G (1962 bis 1969) sowie NF-5A (1970 bis 1988). In den letzten knapp drei Jahrzehnten ihrer militärischen Nutzung war die Basis ab 1986 Heimat von zwei Staffeln der F-16A/B. Der Flugbetrieb mit der F-16AM/BM endete am 1. Dezember 2005 und am 7. Dezember 2007 wurde die militärische Nutzung des Flughafens beendet.

### Zivile Nutzung
Bis 2008 wurde der Flughafen von Chartermaschinen angeflogen wie Transavia oder Thomas Cook. Flugziele waren vor allem Las Palmas, Dalaman, Antalya, Mallorca und Lourdes.
Die Ausbauchancen zum Regionalflughafen werden widersprüchlich beurteilt. Es gibt eine Untersuchung, nach der der Flughafen trotz der Nähe zum etwa 60 Kilometer entfernten Flughafen Münster/Osnabrück zu einem erfolgreichen Regionalflughafen ausgebaut werden könne. So leben in einem Radius von 70 Kilometer etwa fünf Millionen Menschen. Die Enscheder Zeitung De Twentsche Courant Tubantia berichtete hingegen, dass Experten des Großflughafens Schiphol unter Leitung von Joop Krul, dem früheren Leiter Strategie des Flughafens Schiphol, bereits im Jahr 2010 einem Regionalflughafen in Enschede fehlende wirtschaftliche Tragfähigkeit aufgrund der Nähe zu den Flughäfen Münster/Osnabrück sowie Weeze und zu geringer Anzahl potentieller Fluggäste attestierten. Diese Ergebnisse waren von den Flughafenbetreibern in Twente ausschließlich für den internen Gebrauch vorgesehen.
Ende Juni 2009 wurde bekannt gegeben, dass es Planungen zu einem kompakten, regionalen Zivilflughafen gibt, der neue Entwicklungsmöglichkeiten für die Twente und die gesamte Region bieten soll. Nach der Studie der „Vliegwiel Twente Maatschappij“ (VTM) soll das Ziel, den bisherigen Militärflugplatz zu einem zivilen Flughafen auszubauen, konkret angegangen werden. In der VTM haben sich die Stadt Enschede, die Provinz Overijssel und die Haager Regierung zusammengeschlossen, um Entwicklungsmöglichkeiten des Flughafens zu untersuchen. Vom 3. Juli bis zum 11. September 2009 konnten Bürger noch Einsprüche erheben. Am 17. Dezember 2009 wurde bekanntgegeben, dass das Regionalparlament der Provinz Overijssel mit knapper Mehrheit gegen den Ausbau des Flughafens votiert hatte. Damit war der Ausbau zunächst höchst unwahrscheinlich. Spätere Entwicklungen haben jedoch dazu geführt, dass ein Ausbau mit einem Privatinvestor in Erwägung gezogen wurde. Diese Planungen zerschlugen sich im Dezember 2012 nach Ablauf einer viermonatigen Ausschreibungsphase mangels interessierter Investoren, wie die Entwicklungsgesellschaft „Area Development Twente“ (ADT) bekannt gab. Diese Entwicklung wurde von der Lokalpolitik Münsters sowie den Betreibern des Flughafens Münster/Osnabrück positiv bewertet.
Anfang Januar 2013 wurde Area Development Twente von einem Gericht in Almelo dazu gezwungen, die Namen der drei ursprünglichen Interessenten bekannt zu geben, was ADT bis dahin verweigerte. Anderen Angaben zufolge erfolgte das Gerichtsurteil bereits Ende Dezember 2012. Mitte Januar kam ADT der richterlichen Anordnung nach und benannte die drei Interessenten mit NV Luchthaven Schiphol aus Amsterdam, eine Gemeinschaft bestehend aus der französischen Firma Egis, dem niederländischen Unternehmen Imtech sowie dem türkischen Flughafenbetreiber İçtaş.
Am 21. Januar 2013 teilte ADT mit, dass mit einer Unternehmergruppe unter Führung der „Reggeborgh Groep“ aus Rijssen ein neues Interesse für den Betrieb des zivilen Regionalflughafen Twente existiere. Am 28. Mai 2013 schloss die Entwicklungsgesellschaft „Area Development Twente“ einen Vertrag mit dem Finanzinvestor und Multimilliardär Dik Wessels von der Reggeborgh Groep sowie mit Aviapartner einen Vertrag über den Aufbau und Betrieb eines zivilen Flughafens sowie eines angegliederten Gewerbegebiets in Enschede. Am 26. September 2013 schlossen ADT, Reggeborgh Groep und Aviapartner einen Konzessionsvertrag, der den Betrieb eines zivilen Regionalflughafens für 49 Jahre ermöglicht. Bei Start und Landung der Maschinen am grenznahen Flughafen soll die bundesdeutsche Grenze erst in 6000 Fuß Höhe überflogen werden, um Lärmbelästigungen auf deutscher Seite zu vermeiden. Die Machbarkeit eines solchen An- bzw. Abflugs wird von Kritikern bezweifelt.
Im September 2016 hat ein Testgelände für Drohnen auf dem Flugplatz mit dem Namen „Space53“ eröffnet, wo unter anderem Nokia Verkehrsmanagementsystem für Drohnen entwickeln und testet.
Im November 2016 wurde mitgeteilt, dass Aircraft End-of-Life Solutions (AELS) eine Lizenz zur Demontage von Flugzeugen auf dem Flugplatz bekommen hat.
Der Flughafen hat zwar eine Genehmigung, Flugzeuge der Größe einer Boeing 747 landen zu lassen, Starts hingegen sind nicht erlaubt. Im Jahr 2020 hatte die Lufthansa sechs Flugzeuge dieses Typs zur „Langzeitlagerung“ nach Enschede geflogen, allgemein wurde die Übereignung an den ansässigen Verwertungsbetrieb erwartet, welcher die Flugzeuge vor Ort zerlegt, und deren Einzelteile verwertet hätte. Pro Flugzeug und Monat wurde eine „Parkgebühr“ von 10.000 € berechnet. Lufthansa entschied sich jedoch, drei der Flugzeuge doch wieder zu nutzen, und die restlichen in die USA zu verkaufen. Es erfolgte ein wochenlanges Tauziehen, bis eine Sondergenehmigung zum Abflug erteilt war. Die Auflagen zur Sonder-Starterlaubnis sahen vor, dass mit möglichst geringem Gewicht gestartet und nach Deutschland, dem Heimatland des Eigentümers, geflogen werden muss, weshalb die Flugzeuge auf dem Weg nach Amerika einen Zwischenstopp in Frankfurt am Main einlegen mussten.